# Aritmetisering van de analyse

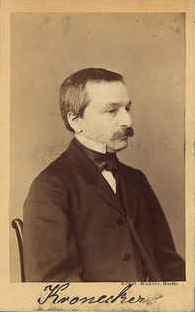
Leopold Kronecker, pionier van de aritmetisering van de analyse

De aritmetisering van de analyse was een stroming in de fundamentele wiskunde in de late 19e eeuw die ernaar streefde de wiskundige analyse te baseren op de natuurlijke getallen. Leopold Kronecker vatte dit als volgt samen: "De gehele getallen zijn door de goede God gemaakt, al het andere is mensenwerk." Later streefde Karl Weierstrass ernaar wiskundige analyse te grondvesten op de verzamelingenleer, omdat hij de meetkundige grondslag van analyse met raaklijnen en oppervlakten niet rigoureus achtte. 
Enkele mijlpalen waren:
- axiomatische opbouw van reële getallen door Richard Dedekind en Georg Cantor;
- de epsilon-delta definitie van de limiet;
- de definitie van functies met verzamelingenleer.
- de toepassing door Georg Cantor van de verzamelingenleer om singulariteiten van functies te bestuderen.

Gevolgen waren:
- afschaffing van de infinitesimaal;
- verschuiving van meetkunde naar algebra in bewijzen en onderwijs;
- ontwikkeling van maattheorie door Henri Lebesgue en functionaalanalyse door David Hilbert;
- logica en verzamelingenleer als grondslag voor alle wiskunde: het programma van Hilbert, de stellingen van Kurt Gödel en niet-standaard analyse.
- ontwikkeling van surreële getallen door John Conway